# ABBA
ABBA byla švédská popová skupina založená ve Stockholmu v roce 1972 Agnethou Fältskog, Björnem Ulvaeusem, Bennym Anderssonem a Annou-Frid Lyngstad. Patří mezi nejproslulejší a komerčně nejúspěšnější hudební skupiny v historii a řadí se mezi nejprodávanější interprety v dějinách populární hudby.
V roce 1974 ABBA vyhrála Eurovizi pro Švédsko s písní „Waterloo“. V roce 2005 byla „Waterloo“ při příležitosti 50. výročí soutěže zvolena nejlepší písní v historii této soutěže. V době svého vrcholu tvořily ABBA dva manželské páry: Fältskog a Ulvaeus a Lyngstad a Andersson. Jak jejich sláva rostla, jejich osobní životy trpěly, což vedlo k rozpadu obou manželství. Tyto změny ve vztazích se odrazily v pozdější hudbě skupiny, která měla temnější a více introspektivní texty. Po rozpadu ABBY v prosinci 1982 Andersson a Ulvaeus pokračovali v úspěšné tvorbě hudby pro divadlo, muzikály a filmy, zatímco Fältskog a Lyngstad se věnovaly sólové kariéře. Deset let po rozpadu skupiny vyšla kompilace ABBA Gold, která se stala celosvětovým bestsellerem. V roce 1999 byla hudba ABBY upravena pro muzikál Mamma Mia!, který se hrál po celém světě. K říjnu 2024 zůstává jednou z deseti nejdéle uváděných produkcí na Broadwayi (uzavřena v roce 2015) a na West Endu (stále uváděna). Film téhož jména, uvedený v roce 2008, se stal ve Spojeném království nejvýdělečnějším filmem roku. Pokračování Mamma Mia! Here We Go Again bylo uvedeno v roce 2018.
ABBA prodala odhadem 150 milionů až 385 milionů nosičů po celém světě. Skupina je na třetím místě mezi nejprodávanějšími interprety singlů ve Spojeném království s celkovým počtem 11,3 milionu prodaných singlů k 3. listopadu 2012. V květnu 2023 ABBA obdržela cenu BRIT Billion Award, která oceňuje umělce, jejichž streamy ve Spojeném království přesáhly jednu miliardu během jejich kariéry. Byli první skupinou z neanglicky mluvící země, která dosáhla trvalého úspěchu v hitparádách v anglicky mluvících zemích, včetně Spojeného království, Austrálie, Spojených států, Irska, Kanady, Nového Zélandu a Jihoafrické republiky. ABBA je považována za nejprodávanější švédskou skupinu všech dob a nejprodávanější skupinu pocházející z kontinentální Evropy. Skupina dosáhla osmi po sobě jdoucích alb na prvním místě v britské hitparádě a těšila se také značnému úspěchu v Latinské Americe, kde nahrála kolekci svých hitů ve španělštině. Velký zájem o nahrávky čtveřice byl i v zemích východního bloku. Například v roce 1978 byla v tehdejším SSSR poptávka po 40 milionech kusů alba ABBA The Album uspokojena ze strany sovětského vedení pouze 200 000 kusy. 
ABBA byla uvedena do Síně slávy vokálních skupin v roce 2002 a do Rokenrolové síně slávy v roce 2010, čímž se stala první hudební skupinou z neanglicky mluvící země, která tuto poctu získala. V roce 2015 byla jejich píseň „Dancing Queen“ uvedena do Grammy Hall of Fame Akademie nahrávacího průmyslu. V roce 2024 byla nahrávka alba Arrival (1976) zařazena knihovnou Kongresu Spojených států do Národního registru nahrávek jako dílo „hodné uchování navždy na základě jeho kulturního, historického či estetického významu v rámci národního zvukového dědictví“.
V roce 2016 se skupina znovu sešla a začala pracovat na koncertním turné s digitálními avatary. Nově nahrané písně byly oznámeny v roce 2018. Voyage, jejich první nové album po 40 letech, vyšlo 5. listopadu 2021 a získalo pozitivní kritické ohlasy a silné prodeje. ABBA Voyage, koncertní rezidenční vystoupení představující ABBU jako virtuální avatary, bylo zahájeno v květnu 2022 v Londýně.

## Historie

### První živé vystoupení „Festfolk“ a první společné nahrávky (1970–1975)
K prvnímu pokusu o spojení jejich talentů došlo v dubnu 1970, když oba dva páry jely na dovolenou na ostrov Kypr. To, co začalo jako zpěv pro zábavu na pláži, skončilo jako improvizované živé vystoupení před vojáky OSN umístěnými na ostrově.
Agnetha, Björn, Benny a Anni-Frid poprvé veřejně vystoupili 1. listopadu 1970 v jedné kavárně v Göteborgu. Po tomto prvním veřejném účinkování následovalo mezi prosincem 1970 a únorem 1971 turné po švédských klubech. To však žádný úspěch nepřineslo a byl to jasný propadák. Tato zkušenost je na čas odradila od společné práce. Agnetha i Anni-Frid (Frida) v té době byly ve Švédsku známými zpěvačkami. Björn s Bennym skládali písně pro své vlastní skupiny a další interprety[kdo?]. Jezdili často na turné, kam začali brát Agnethu a Fridu s sebou. Agnetha a Björn se vzali v roce 1971 a Frida byla zasnoubena s Bennym.

### První singl „People Need Love“ (1972)

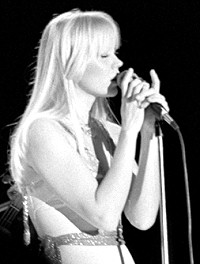
Agnetha Fältskog v roce 1977

Dne 29. března roku 1972 Agnetha, Björn, Benny a Anni-Frid nahráli první píseň v anglickém jazyce „People Need Love“, která jasně upřednostňovala vokály Agnethy a Fridy. Píseň vyšla 1. června 1972 na singlu a oficiálně se jedná o první nahrávku a singl skupiny ABBA (i když jsou na obalu desky uvedena pouze křestní jména všech čtyř členů; BJÖRN & BENNY AGNETHA & ANNI-FRID), která se dostala mezi nejlepších deset ve švédských hitparádách. Skupina povzbuzena úspěchem začala 26. září 1972 pracovat na svém prvním studiovém albu a už 1. listopadu 1972 byl vydán jejich druhý singl „He Is Your Brother“, který je vynesl na první místo švédské hitparády.

### Ring Ring (1973)
Roku 1973 se zúčastnili švédského národního kola hudební soutěže Eurovision Song Contest s písní „Ring Ring“, ale vzhledem k systému hlasování se jim nepodařilo uspět. Pobouření fanoušci si pak vynutili změnu systému hodnocení.
ABBA se o účast v Eurovizi pokusila znovu o rok později s písní „Waterloo“. Tentokrát byla skupina úspěšná a 6. dubna 1974 zvítězila v mezinárodním kole, které se konalo v Brightonu ve Velké Británii. Tímto vítězstvím odstartovala svoji úspěšnou mezinárodní kariéru.
V září 1975 se dostavil další úspěch. Na singlu vyšla píseň „S.O.S.“, která se okamžitě vyšplhala na sedmé místo britské hitparády, následovala „Mamma Mia“, jež dosáhla v lednu 1976 prvního místa. Na stejné umístění se dostala i skladba „Fernando“ v dubnu téhož roku. Album Greatest Hits se stalo třetí nejlépe prodávanou kompilací sedmdesátých let. Úspěchy rostly, s písní „Dancing Queen“ obsadila ABBA opět první místo, a to dokonce i ve Spojených státech. Následovala série mezinárodních hitů. Do prestižní UK TOP 10 jich skupina dostala 19, z toho devětkrát dosáhla prvního místa.
V roce 1977 vyjela skupina na turné do Austrálie, kde si zároveň zahrála ve filmu ABBA – The Movie.
Jejich mezinárodní úspěchy začaly koncem 70. let narušovat osobní vztahy. V říjnu 1978 se Frida a Benny vzali, ale téměř v téže době požádali Agnetha a Björn o rozvod. Spekulace o možném rozpadu ukončila ABBA novým albem a obřím turné v roce 1979.

### Voulez-Vous (1979)

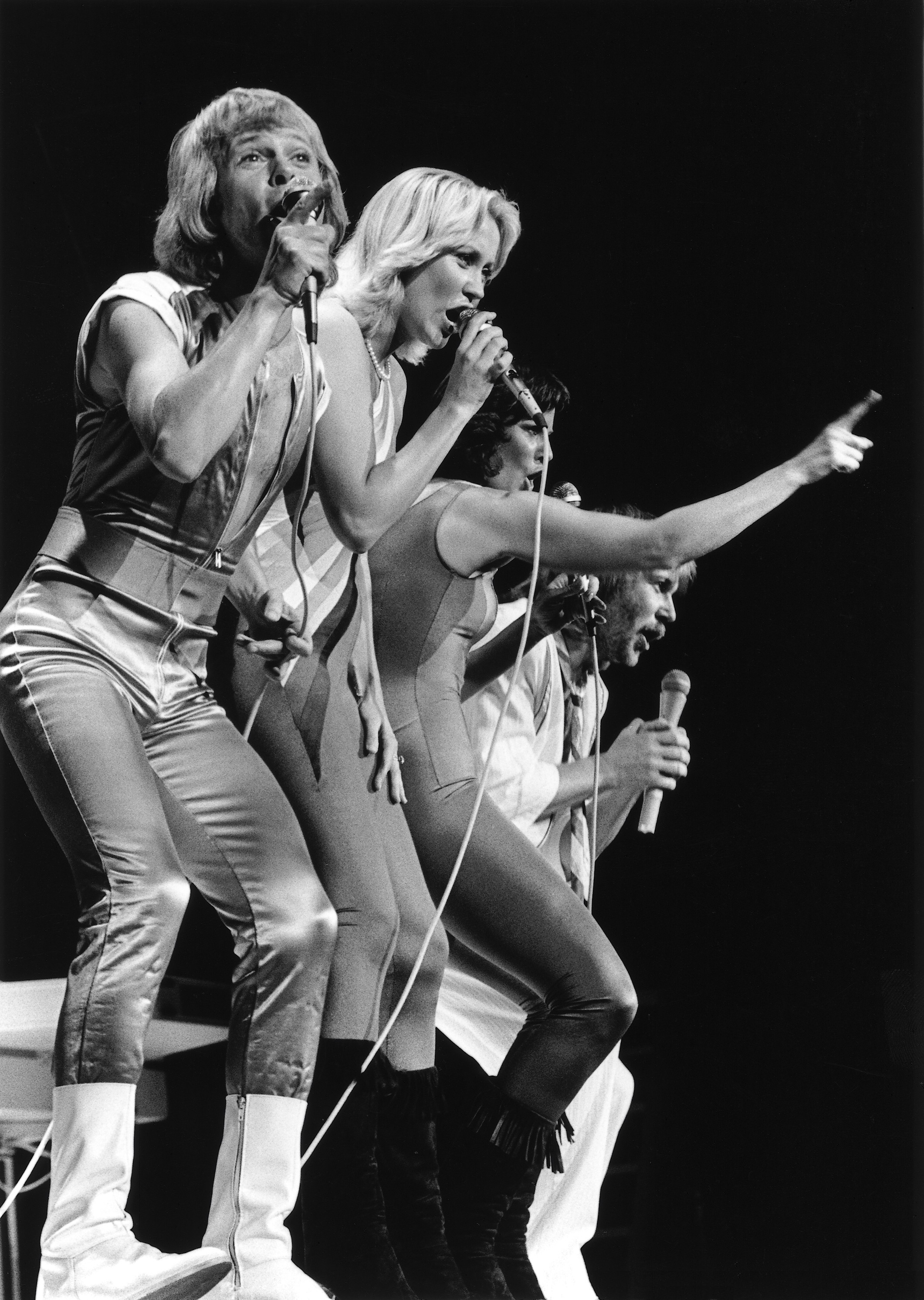
ABBA v Edmontonu v Kanadě, 1979

V březnu 1978 začala ABBA pracovat na svém v pořadí již šestém studiovém albu. V plánu bylo přijít s novou deskou do konce roku, ale natáčení komplikoval rozpadající se vztah mezi Agnethou a Björnem. V říjnu 1978 si Benny vzal Fridu, zatímco manželství Agnethy a Björna se o dva měsíce později rozpadlo. Tuto skutečnost se veřejnost dozvěděla až v únoru 1979. Došlo prý k „přátelskému“ rozchodu. Podle Agnethy a Björna se tím napětí ve skupině uvolnilo a zlepšila se spolupráce. V dubnu 1979 vyšlo album Voulez-Vous.

### Super Trouper (1980)
V dubnu 1980 se skupina vrátila po kratší odmlce opět na první místa singlových hitparád s písněmi „The Winner Takes It All“ a „Super Trouper“, které se objevily na sedmém studiovém albu Super Trouper. Jejich alba si nadále vedla velmi dobře, zůstávala na prvních místech přes pět týdnů i déle.

### The Visitors (1981)
Přelom nastal v roce 1981. Frida a Benny požádali o rozvod. Plánované turné se již neuskutečnilo a skupina se rozhodla natočit alespoň další studiovou desku, The Visitors. Na albu se nacházel jeden hit One Of Us. Jednalo se o poslední řadové album před rozpadem skupiny a zároveň o historicky první album vydané na kompaktním disku (1982).

### Poslední nahrávky a rozpad (1982)
V roce 1982 skupina slavila 10 let svého trvání. V květnu téhož roku začala nahrávat deváté album, na konci srpna bylo nahrávání přerušeno z důvodu vyčerpání energie. Bylo dokončeno šest nových písní, „You Owe Me One“, „Just Like That“, „I Am The City“, „Cassandra“, „Under Attack“ a „The Day Before You Came“. V říjnu téhož roku byl vydán singl The Day Before You Came - Cassandra. V listopadu 1982 vydala dvojité album největších hitů The Singles - The First Ten Years, doprovázené posledním propagačním turné Abby po Německu a Anglii. Jedenáctého prosince 1982 ABBA naposledy vystoupila v TV pořadu „Late Late Breakfast Show“ přenášeným živě přes satelit ze Stockholmu do Londýna. Na počátku roku 1983 vyšel poslední singl Under Attack - You Owe Me One a po něm ABBA dává „dočasnou přestávku“, která se protáhla až do dnešních dní. Poté Agnetha s Fridou natočily několik sólových desek. Benny a Björn píší muzikál „Chess“. ABBA ještě jednou a naposledy veřejně vystoupila 16. ledna 1986 v TV show.

### Po rozpadu (1983–současnost)
Zájem o skupinu ABBA nastal opět v roce 1992 díky britskému duu Erasure a jejich EP ABBA-Esque, které dosáhlo prvního místa v mnohých hitparádách. Tento hold Abbě probudil nebývalý zájem o originální nahrávky, což vedlo k vydání multiplatinového alba ABBA Gold a roku 1993 také alba More ABBA Gold. Od té doby vycházejí další nové kompilace nejúspěšnějších skladeb, z nichž ta nejobsáhlejší Thank You For The Music, obsahující čtyři CD, obsahuje i velké množství raritního materiálu.
Na počátku 21. století se zájem o skupinu začal opět obnovovat. V létě 2008 měl premiéru filmový přepis úspěšného muzikálu Mamma Mia! s Meryl Streepovou v hlavní roli, obsahující největší hity skupiny. Muzikál se hraje po celém světě od roku 1999. Poté zpěvačka Madonna přišla s hitem „Hung Up“ postaveným na úryvcích z písně „Gimme! Gimme! Gimme!“. V roce 2018 skupina oznámila, že nahrála nové písně „I Still Have Faith In You“ a „Don't Shut Me Down“, které byly zveřejněny v roce 2019.

### Voyage (2021)
Na začátku září roku 2021, po téměř 40 letech odmlky, skupina ABBA překvapivě oznámila návrat a podala informace o vzniku svého nového studiového alba s názvem Voyage. Album vyšlo 5. listopadu 2021 a obsahuje celkem deset zcela nových skladeb, mimo jiné i singly „I Still Have Faith in You“ a „Don't Shut Me Down“. První z těchto písní podle Björna Ulvaeuse, producenta a jednoho ze čtyř členů skupiny ABBA, pojednává o členech skupiny. Voyage dosáhlo prvního místa v hitparádách v několika zemích, včetně Velké Británie, Německa a Švédska. Album je doprovázeno sérií koncertů s počítačově zpracovanými omlazenými verzemi členů skupiny, které vystupují jako digitální avataři v ABBA Aréně v Londýně.

### Sólové kariéry

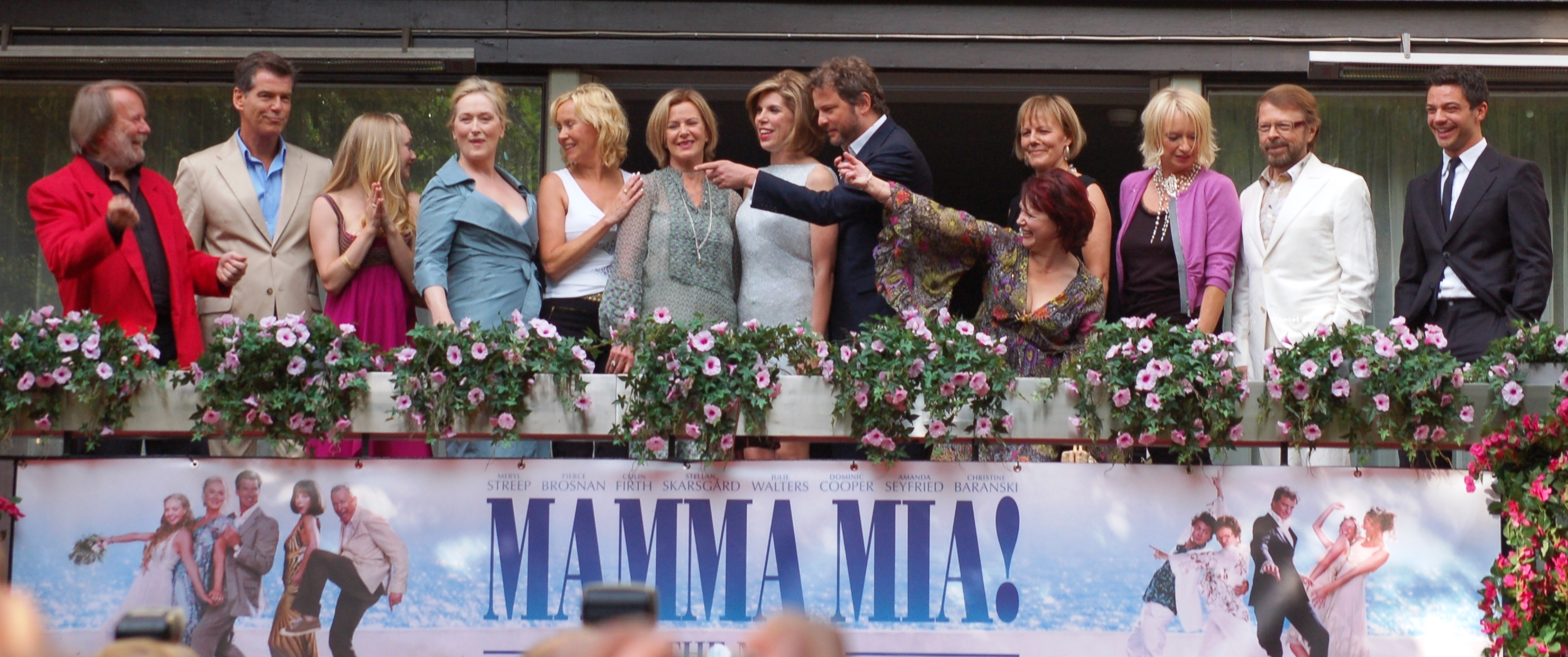
Premiéra filmu Mamma Mia! ve Stockholmu (4. 7. 2008): B. Andersson první zleva, A. Fältskog pátá zleva, vedle ní vpravo A. Lyngstad, B. Ulvaeus druhý zprava

Ještě za existence Abby vydala první sólovou desku v angličtině Frida (Anni-Frid). Pod producentským dohledem Phila Collinse nahrála rockovější album Something's Going On (1982) s hitem I Know There's Something Going On. O dva roky později přišlo album Shine (1984), kterým se zpěvačka odklonila od popu. V roce 1996 vydala švédsky zpívanou kolekci Djupa Andetag, která v severských zemích zaznamenala velký úspěch. Frida se chystala natočit album také v anglické verzi. Tomu však zabránily tragické události v osobním životě. Při autonehodě zemřela zpěvaččina dcera a její manžel zemřel na rakovinu. Frida se pak stáhla z veřejného života a nepodnikala žádné aktivity. Až v roce 2002 natočila novou píseň – duet s operní zpěvačkou Filippou Giordano. O rok později spolupracovala na singlu zpěváka Dana Daniela, který udělal novou verzi hitu Abby I Have a Dream. Zatím poslední hudební počin vytvořila Frida v roce 2004 pro autorské album Jona Lorda ze skupiny Deep Purple. Její píseň nese název The Sun Will Shine Again.
Agnetha Fältskog se spojila s producentem Mikem Chapmanem a v roce 1983 vydala album s názvem Wrap Your Arms Around Me. Následující desky Eyes Of a Woman (1985) a I Stand Alone (1987) měly spíše lokální úspěch. Poté se zpěvačka stáhla do soukromí a na veřejnosti se objevovala už jen sporadicky. Teprve v roce 2004 se po sedmnácti letech přihlásila s albem My Colouring Book, na kterém nazpívala své oblíbené coververze. Album i singl If I Thought You´d Ever Change Your Mind zaznamenaly úspěch v mnoha zemích včetně Velké Británie. V roce 2013 vydala album s název A, které opět obsahovalo originální tvorbu.
Benny Andersson a Björn Ulvaeus se po rozpadu skupiny věnují komponování muzikálů a písní pro jiné interprety. Největší ohlas měl jejich muzikál The Chess (1984) v polovině 80. let s hity One Night In Bangok a I Know Him So Well. Za zmínku stojí také hudební zpracování historického příběhu ze švédských dějin Kristina från Duvemåla (1995).

## Členové
- Agnetha Fältskog (* 5. dubna 1950 Jönköping) – zpěv
- Björn Ulvaeus (* 25. dubna 1945 Göteborg) – texty, hudba, aranžmá, produkce, kytary, bendžo, mandolína, zpěv
- Benny Andersson (* 16. prosince 1946 Stockholm) – hudba, aranžmá, produkce, klávesové nástroje a syntezátory, piano, zpěv
- Anni-Frid Lyngstadová (* 15. listopadu 1945 Björkåsen/Ballangen, Norsko) – zpěv

## Diskografie

### Studiová alba

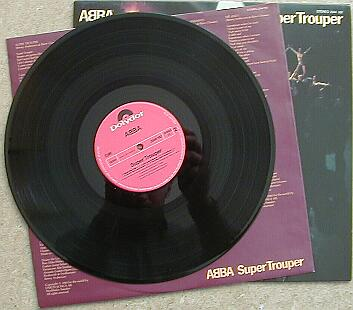
Sedmé studiové album Super Trouper

- Ring Ring (1973)
- Waterloo (1974)
- ABBA (1975)
- Arrival (1976)
- The Album (1977)
- Voulez-Vous (1979)
- Super Trouper (1980)
- The Visitors (1981)
- Voyage (2021)

### Kompilace (výběr)
- Greatest Hits (1975)
- Greatest Hits Vol. 2 (1979)
- Gracias Por La Música (1980)
- The Singles: The First Ten Years (1982)

### Singly (výběr)
- People Need Love (1972)
- He Is Your Brother (1972)
- Ring Ring (1973)
- Love Isn't Easy (But It Sure Is Hard Enough) (1973)
- Waterloo (1974)
- Honey, Honey (1974)
- So Long (1974)

### Písně
- "People Need Love", "He Is Your Brother" (1972)
- "Ring, Ring", "Another Town, Another Train", "Nina, Pretty Ballerina", "Love Isn't Easy (But It Sure Is Hard Enough)" (1973)
- "Waterloo", "Hasta Mañana", "Honey, Honey", "Dance (While The Music Still Goes On)" (1974)
- "S.O.S", "Mamma Mia", "I Do, I Do, I Do, I Do, I Do", "Bang-A-Boomerang", "Rock Me", "So long", "I've Been Waiting For You" (1975)
- "Fernando", "Dancing Queen", "Money, Money, Money", "Knowing Me Knowing You", "That's Me", "When I Kissed the Teacher" (1976)
- "Eagle", "The Name Of The Game", "Take A Chance On Me", "Thank You For The Music", "One Man, One Woman" (1977)
- "Summer Night City" (1978)
- "Chiquitita", "Does Your Mother Know", "As Good As New", "I Have A Dream", "Voulez-Vous", "Angeleyes", "Gimme! Gimme! Gimme! (A Man After Midnight)" (1979)
- "The Winner Takes It All", "Super Trouper", "Happy New Year", "Lay All Your Love On Me", "On And On And On" (1980)
- "Slipping Through my Fingers", "One Of Us", "Head Over Heels", "When All Is Said And Done", "The Visitors (Crackin' Up)" (1981)
- "Cassandra", "The Day Before You Came" (1982)
- "Under Attack" (1983)